# Ну, погоди! (телевыпуск 1)
«Ну, погоди́! (телевыпуск 1)» — мультипликационный фильм, снятый на студии «Экран» режиссером Юрием Бутыриным. Вышел на экраны в 1980 году. Вначале он транслировался на канале Центрального Телевидения СССР, а затем на канале 2x2.

## Заставка
Выпуск начинается с того, как Волк и Заяц бегут, встречая других известных персонажей студии «Союзмультфильм», под музыкальное сопровождение заставки мультсериала «Ну, погоди!».
 Кажется, это погоня, но на самом деле — нет. Все они бегут на телестудию «Останкино». Оказавшись на студии, Волк в очередной раз пытается напасть на Зайца, но в ответ Заяц отмахивается и говорит знакомое «Ну, погоди!». В растерянности Волк замечает телевизор, и вместе с Зайцем они начинают смотреть титры.

## Сюжет
Волк и Заяц смотрят телевизор. Во время просмотра, Волк замечает Моржа, плавающего в проруби. У Волка моментально появляется желание — стать «Моржом». Для этого он берёт санки, и подключает нагреватель воды в розетку, чтобы плавать с комфортом. Но не только вода становится тёплой, но и окружающая природа меняется. На деревьях начинают расти вместо берёзовых почек бананы, вместо шишек ананасы… Но от тепла появляются и крокодилы, которые сразу начали преследовать Волка, чтобы его съесть. Заяц замечает эту страшную картину, и стукает по телевизору. Удар доходит до Волка, который в страхе, заметив крокодилов, забирается высоко на дерево. Однако крокодилы тут же начинают пилить дерево и нарезать хлеб для будущего бутерброда. Заяц понимает, в чём дело, и отключает нагреватель от розетки. Резко градус понижается, и крокодилы возвращаются в прорубь. Один Волк лишь только остался на дереве. После не до конца сказанной коронной фразы «Ну, Заяц …», дерево падает на землю (судя по звуку, упал в прорубь). И тогда слышится: «Ну, погоди!»'.

## Создатели
| Автор сценария             | Александр Курляндский |
| Режиссёр                   | Юрий Бутырин |
| Художники-постановщики     | Галина Беда, Александр Елизаров |
| Оператор                   | Владимир Милованов |
| Композитор                 | Виктор Купревич |
| Звукооператор              | Виталий Азаровский |
| Роли озвучивали            | Владимир Ферапонтов — (Волк), Клара Румянова — (Заяц) |
| Художники-мультипликаторы: | Ольга Киселёва, Ирина Гундырева, С. Брежнев, Галина Черникова, Михаил Першин, Валентина Лопухова, Семён Петецкий |
| Художники:                 | Ирина Балова, Наталия Дмитревна, Любовь Хорошкова, Жанна Корякина, Татьяна Кузьмина, Галина Ливинская, Ольга Петрова, Татьяна Степанова, Елена Строганова, Олег Ткаленко, Татьяна Великород, Анатолий Цыбин, Леонард Янелис, |
| Ассистент режиссёра        | Леонид Яскевич |
| Монтажёр                   | Любовь Георгиева |
| Редактор                   | Елена Ходина |
| Директор картины           | Лидия Варенцова |